# Hans Christian Hansen
Hans Christian Svane Hansen (8. listopadu 1906 – 19. února 1960) byl dánský politik, představitel dánské sociální demokracie, jejímž byl v letech 1955–1960 předsedou. V letech 1955-1960 byl rovněž premiérem Dánska. Roku 1945 a v letech 1947–1950 byl ministrem financí, roku 1950 krátce ministrem obchodu a v letech 1953-1958 ministrem zahraničních věcí.
Do funkce premiéra nastoupil po náhlém úmrtí Hanse Hedtofta z pozice ministra zahraničí, přičemž si ponechal obě funkce. Za jeho vlády byl ustaven všeobecný penzijní systém či systém podpory dánským zemědělcům. Roku 1957 byl jedním z prvních signatářů Římské smlouvy, která zakládala Evropské hospodářské společenství. Roku 1960 vstoupil do Evropského sdružení volného obchodu. Zemřel ve funkci premiéra na rakovinu.